# نه آخر دو بیرون
نه آخر دو بیرون (انگلیسی: Two Outs in the Ninth Inning؛‏ کره‌ای: 9회말 2아웃) یک مجموعه تلویزیونی محصول کره جنوبی در سال ۲۰۰۷ با بازی سو ئه، لی جونگ جین، لی ته سونگ و هوانگ جی هیون است. این مجموعه از ۱۴ ژوئیه تا ۹ سپتامبر ۲۰۰۷، روزهای شنبه و یکشنبه ساعت ۲۱:۴۰ (کی‌اس‌تی) از ام‌بی‌سی پخش شد.

## بازیگران
- سو ئه در نقش هونگ نان هی
- لی جونگ جین در نقش بیون هیونگ ته
- لی ته سونگ در نقش کیم جونگ جو
- هوانگ جی هیون در نقش یون سونگ آه